# Čchö Min-ho (judista)
Čchö Min-ho (korejsky 최민호), (* 18. srpna 1980 Kimčchon, Jižní Korea) je bývalý reprezentant Jižní Koreje v judu. Je olympijským vítězem z roku 2008.

## Sportovní kariéra
Po roce 2001 nahradil v reprezentaci stříbrného olympijského medailistu Čong Pu-kjonga a v roce 2003 získal ve 23 letech titul mistra světa. Své ambice potvrdil o rok později na olympijských hrách v Athénách. Získal bronzovou olympijskou medaili, když nestačil pouze na mongolského reprezentanta Cagánbátara.
Jeho judo mělo zajímavé parametry. Měl techniku japonských judistů a zároveň sílu mongolských judistů. Jeho dominantní technikou bylo seoi-nage, které zvládal na obě strany a patřil k prvním judistům, kteří ji mistrovsky prováděli přes opačné rameno. Jeho největším problémem byla váha a její drastické shazování před turnajem. Shazování váhy společně s tvrdým korejským drilem vedlo k častým zraněním a v letech 2005 a 2006 ho na pozici reprezentační jedničky nahradil Čo Nam-sok.
V olympijském roce 2008 potvrdil své kvality na úkor svých reprezentačních rivalů a vybojoval si nominaci na olympijské hry v Pekingu. Do Pekingu přijel ve fenomenální formě a od prvního zápasu v turnaji dominoval. Ve finále sfouknul jako svíčku, jinak velmi dobře připraveného Rakušana Paischera a zaslouženě vybojoval zlatou olympijskou medaili.
Po zisku zlaté olympijské medaile však šla jeho výkonnost dolů. Na mistrovství světa v roce 2009 se nechal nachytat ve druhém kole Pavlem Petřikovem ml. technikou sumi-gaeši na ippon. Výsledkem byla změna váhové kategorie, ve které sice nasbíral dostatek bodů pro start na olympijských hrách v Londýně v roce 2012, ale v nominaci dostal přednost o osm let mladší Čo Čun-ho. Sezona 2012 byla jeho poslední. Po ukončení sportovní kariéry se věnuje trenérské činnosti.

## Výsledky
| Turnaj            | 1998            | 1999            | 2000            | 2001            | 2002            | 2003            | 2004            | 2005            | 2006            | 2007            | 2008            | 2009            | 2010            | 2011     | 2012     |
| Turnaj            | 18              | 19              | 20              | 21              | 22              | 23              | 24              | 25              | 26              | 27              | 28              | 29              | 30              | 31       | 32       |
| Turnaj            | superlehká váha | superlehká váha | superlehká váha | superlehká váha | superlehká váha | superlehká váha | superlehká váha | superlehká váha | superlehká váha | superlehká váha | superlehká váha | superlehká váha | superlehká váha | poleh v. | poleh v. |
| ----------------- | --------------- | --------------- | --------------- | --------------- | --------------- | --------------- | --------------- | --------------- | --------------- | --------------- | --------------- | --------------- | --------------- | -------- | -------- |
| Olympijské hry    |                 |                 | —               |                 |                 |                 | 3.              |                 |                 |                 | 1.              |                 |                 |          | —        |
| Mistrovství světa |                 | —               |                 | —               |                 | 1.              |                 | —               |                 | 3.              |                 | úč.             | úč.             | —        |          |
| Asijské hry       | —               |                 |                 |                 | 3.              |                 |                 |                 | —               |                 |                 |                 | 3.              |          |          |
| Mistrovství Asie  |                 | —               | —               | 2.              |                 | —               | —               | —               |                 | 3.              | —               | —               |                 | —        | 2.       |
| MS juniorů        | 3.              |                 |                 |                 |                 |                 |                 |                 |                 |                 |                 |                 |                 |          |          |